# Loiredal (wijn)

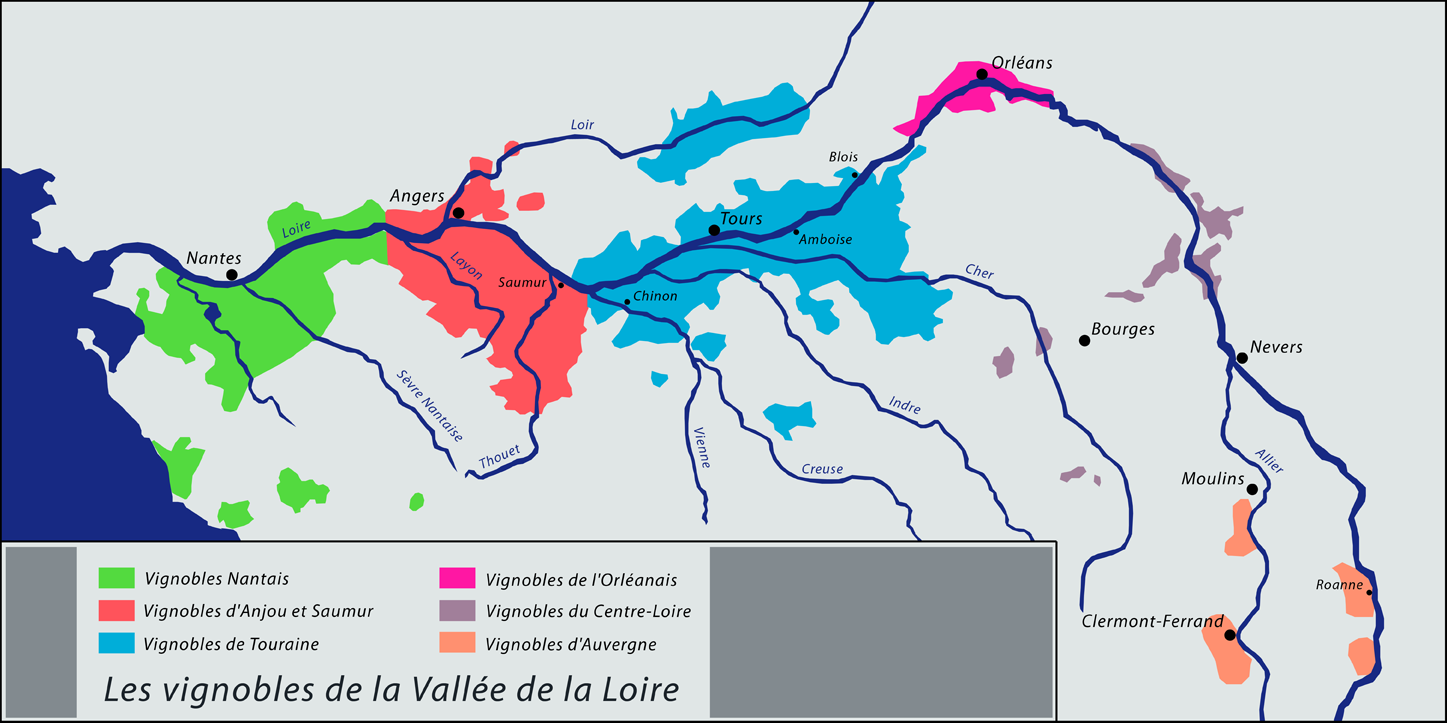
Wijngebieden in het Loiredal

Het Loiredal is het grootste wijngebied in Frankrijk dat 600 kilometer bestrijkt langs de rivier de Loire. Het gebied wordt in het oosten begrensd door Pouilly-sur-Loire en 250 kilometer westelijker door Nantes.

## Indeling wijngebied
Omdat het Loiredal een van de noordelijkste wijngebieden is, zijn de oogstjaren erg belangrijk. De wijnen bevatten een lager alcoholgehalte en frissere zuren dan in warmere gebieden. In het Loiredal worden veel verschillende rode, witte, rosé- en mousserende wijnen geproduceerd.
Het Loiredal omvat een aantal kleinere wijndistricten en kan in vier grote delen ingedeeld worden:
- Boven-Loire
- Touraine
- Anjou-Saumur
- Pays Nantais (Région Ouest)

Het Loiregebied huisvest 63 appellations en loopt van de westelijke gneisgronden van Muscadet in Pays Nantais bij de Atlantische kust tot de oostelijke mergelgebieden van Sancerre in de Boven-Loire. Pays Nantais is het grootste wittewijngebied van Frankrijk. Anjou is de streek van de Chenin blanc. In de Boven-Loire wordt voornamelijk sauvignon blanc en pinot noir geproduceerd. In het Loiregebied worden veel "natuurlijke" wijnen geproduceerd, waarbij geen gebruik wordt gemaakt van pesticiden en kunstmeststoffen. Er wordt met de hand geoogst en de voorkeur gegeven aan de natuurlijke gisten in plaats van de fabrieksgisten.
Witte wijnen uit het Loiredal wordt niet de hoge kwaliteit van de grote witte Bourgogne-wijnen toegedicht.

## Belangrijkste druivenrassen

### Blauwe
- Cabernet franc
- Côt (malbec)
- Gamay
- Pinot d'aunis
- Pinot noir

### Witte
- Chenin blanc
- Melon de Bourgogne
- Menu pineau
- Romorantin
- Sauvignon blanc